# Paul Rugg
Paul Rugg (Los Angeles, 21 ottobre 1960) è uno sceneggiatore e doppiatore statunitense.

## Biografia
È noto per aver lavorato a lungo nel campo dell'animazione, occupandosi della scrittura, della coproduzione e dell'interpretazione delle voci di diversi personaggi dei cartoni animati, prima di essere accreditato come "Mr. Director" in Animaniacs.
In seguito, ha doppiato il personaggio di Freakazoid, nell'omonima serie animata.
Rugg è stato reclutato nel team della Warner Brothers Television Animation, guidato da Jean MacCurdy e Tom Ruegger ed è stato un contributore chiave alle loro varie serie negli anni '90.
Rugg ha moderato un panel su alcune delle famose serie classiche prodotte durante questo periodo al Comic-Con nel 2008. Tra i partecipanti vi erano Paul Dini, Jean MacCurdy, John P. McCann e Andrea Romano. 
Paul Rugg in seguito ha lavorato con Brian Henson, iniziando come burattinaio per Puppet Up e altri progetti della Jim Henson Productions sotto la bandiera "Henson Alternative". 
Si è poi riunito con Brian Henson come presentatore di talk show di marionette nel programma di Disney+ Earth To Ned.
Nel corso della sua carriera è stato candidato per diversi Emmy, ricevendone tre.

## Filmografia

### Televisione
- American Dragon: Jake Long – Professor Rotwood
- Animaniacs – Mr. Director, Clown, personaggi vari
- Buzz Lightyear da Comando Stellare – Cosmo, Ed the Courier
- Dave il Barbaro – The Dark Lord Chuckles the Silly Piggy
- Freakazoid – Freakazoid, Paul Harvey
- Kung Fu Panda - Mitiche avventure – Master Yao
- OK K.O.! – Presidente dell'universo, Cantalop
- Pig Goat Banana Cricket – Cricket
- Mignolo e Prof. – Sultana Sultana
- Scooby-Doo! Mystery Incorporated – Dr. Luis de Potrillo
- Secret Mountain Fort Awesome – Gweelok
- I 7N – Lord Starchbottom
- Le avventure del gatto degli stivali – Artephius
- Toonsylvania – Seth Tuber's Mother
- We Bare Bears - Siamo solo orsi – Mr. Howard

## Staff di lavorazione
- Animaniacs
- Freakazoid
- I favolosi Tiny
- I pinguini di Madagascar
- Kung Fu Panda - Mitiche avventure
- Pac-Man and the Ghostly Adventures
- Scooby-Doo! Mystery Incorporated
- The Looney Tunes Show
- Toonsylvania
- I 7N

## Doppiatori italiani
- Vittorio Guerrieri in Freakazoid